# 208 Pułk Piechoty (1939)
208 pułk piechoty (208 pp) – dowództwo pułku piechoty Wojska Polskiego dla pomorskich batalionów piechoty typu specjalnego w 1939. Nie istniał w czasie pokoju.

## Historia pułku
W zmianach do planu mobilizacyjnego „W” na rok 1939 ujęto sformowanie na terenie Okręgu Korpusu Nr VIII 208 pułku piechoty dla pomorskich batalionów piechoty typu specjalnego z pododdziałami specjalnymi ale bez plutonu artylerii piechoty. 208 pułk piechoty rezerwowej w Bydgoszczy,  zmobilizowany został w okresie zagrożenia, w grupie jednostek oznaczonych kolorem niebieskim sformował go 62 pułk piechoty z 15 DP.
W skład 208 i 209 pułków piechoty wejść miały pomorskie bataliony piechoty typu specjalnego formowane na bazie batalionów Pomorskiej i Chełmińskiej Brygady ON:
- batalion piechoty nr 81 mob. przez 1 batalion strzelców w Chojnicach na bazie Tucholskiego Batalionu ON, mobilizowany w grupie zielonej,
- batalion piechoty nr 82 mob. przez II batalion 65 Starogardzkiego pułku piechoty w Gniewie na bazie Starogardzkiego batalionu ON, mobilizowany w grupie zielonej,
- batalion piechoty nr 83 mob. przez 62 pułk piechoty w Bydgoszczy na bazie Kcyńskiego batalionu ON, mobilizowany w grupie niebieskiej,
- batalion piechoty nr 84 mob. przez 2 batalion strzelców na bazie Kościerskiego batalionu ON, mobilizowany w grupie zielonej,
- batalion piechoty nr 85 mob. przez 1 batalion strzelców na bazie Czerskiego batalionu ON, mobilizowany w grupie zielonej,
- batalion piechoty nr 86 mob. przez 61 pułk piechoty wielkopolskiej na bazie Nakielskiego batalionu ON, mobilizowany w grupie niebieskiej[1].

Początkowo wszystkie bataliony miały być formowane w „grupie niebieskiej”. Następnie przesunięto do „grupy zielonej” bataliony: tucholski, czerski, starogardzki i kościerski.
Patrząc na miejsce stacjonowania batalionów ON skład 208 pp powinien być następujący:
- 208 pułk piechoty rezerwowej (bataliony piechoty nr 81, 83 i 86).

W planach na rok 1940 przewidywano wystawienie dowództwa 210 pułku piechoty we Włocławku przez 14 pułk piechoty i Kwatery Głównej 48 Dywizji Piechoty (Rezerwowej) oraz włączenie do składu dywizji 31 pułku artylerii lekkiej.
W czerwcu 1939 podjęta została decyzja o przeformowaniu batalionów ON typu II w bataliony piechoty typu specjalnego, w tym batalionów: kościerskiego, czerskiego, nakielskiego, tucholskiego, starogardzkiego i kcyńskiego. Powyższy plan zrealizowano.

## 208 pp rez. w kampanii wrześniowej

### Działania bojowe
W kampanii wrześniowej żaden z pułków nie wystąpił w planowanym składzie. batalion piechoty nr 83 razem ze Żnińskim i Wągrowieckim batalionem ON podporządkowany zostały dowódcy 26 DP ze składu Armii „Poznań”. Pozostałe pododdziały weszły w skład wielkich jednostek i zgrupowań taktycznych podległych dowódcy Armii „Pomorze”: Zgrupowanie „Chojnice” (81 i 85), Oddział Wydzielony „Kościerzyna” (84) i 15 Wielkopolska Dywizja Piechoty (86). Tylko batalion piechoty nr 82 wszedł w skład 209 pp (rez.).

#### Udział w walkach na Pomorzu
208 pułk piechoty rezerwy wszedł w skład Grupy Operacyjnej „Wschód” gen. bryg. Mikołaja Bołtucia broniącej północno-wschodniego odcinka Armii „Pomorze”. Pułk tworzył Oddział Wydzielony „Jabłonowo”. Uważany był za dowództwo dyspozycyjne z uwagi na to, że nie weszły w jego skład planowane bataliony piechoty typu specjalnego, mobilizowanych na bazie batalionów ON. Od 29 sierpnia 1939 rozkazem gen. bryg. Mikołaja Bołtucia pułk zajął obronę w rejonie Świecia nad Osą, na odcinku Świecie nad Osą–Buk Pomorski. Utworzyć miał zaporę na szosie Linowo–Zamek, zabezpieczyć przejścia przez rzekę Lutrynę pod Rywałdem Szlacheckim, bronić wzg. 500 i odcinka od jeziora Duże do jeziora Mieliwo. Wsparcie ogniowe zapewniał II dywizjon 4 pułku artylerii lekkiej. Bataliony przydzielone do pułku w okresie bitwy nad Osą i pod Mełnem, w czasie od 1 do 3 września; I/14 pp, (improwizowany) IV/67 pp i ON „Jabłonowo”. Następnie skład zmienny batalionów. 208 pp rez., to zamiast I/14 pp, włączono batalion szturmowy 16 DP „Grudziądz”.

#### Walki odwrotowe na Kujawach
Od 4 do 7 września przydzielony do składu 4 Dywizji Piechoty. Wycofywał się prawym brzegiem Wisły poprzez dwór Tomkowo, Półwiesk, Kikół, Lipno, Szpetal Górny, w Zgrupowaniu płk. T. Lubicz-Niezabitowskiego, a następnie przez most we Włocławku dołączył do zgrupowania głównego 4 DP zajmując obronę na odcinku Kruszyn–dwór Dębice. Na rozkaz dowódcy Armii „Pomorze” 208 pułk piechoty rezerwy został rozwiązany 8 września 1939 roku w miejscowości Kruszyn. Pozostało dowództwo pułku wraz z kompaniami i plutonami pułkowymi. Bataliony rozwiązano lub przekazano do innych jednostek.
Dowództwo 208 pp wraz z pododdziałami pułkowymi przekazano dla odtwarzanej 27 Dywizji Piechoty. 6 września do 27 DP odtwarzanej po bardzo ciężkich stratach w „korytarzu pomorskim” włączono jako trzeci - pułk zbiorczy kombinowany dowodzony przez płk. Kazimierza Tadeusza Majewskiego byłego pokojowego dowódcę Pomorskiej Brygady Obrony Narodowej i ostatnio dowódcę Zgrupowania „Chojnice” Grupy Operacyjnej „Czersk”. Pułk został sformowany przez płk. dypl. Kazimierza Majewskiego z rozbitków i resztek oddziałów, które zdołały przebić się i przeprawić przez Wisłę oraz zebrały się w Chełmnie i dołączyły do pułku, w trakcie marszu z Chełmna do Torunia. Żołnierze pochodzili głównie z batalionów piechoty typu specjalnego nr 81, 84 i 85 oraz innych jednostek piechoty i ON rozbitych na lewym, zachodnim brzegu Wisły. W Toruniu do pułku włączono jako trzeci, batalion marszowy 64 pułku piechoty pod dowództwem por. Władysława Stolarczyka. Zbiorczy pułk kombinowany był słabo uzbrojony i wyekwipowany. Pułk płk. Majewskiego będący jeszcze w fazie organizacji i zgrywania pododdziałów 6 września został skierowany do odwodu 27 DP na biwak do lasu poligonu toruńskiego. Nocnym marszem 7/8 września pułk płk. Majewskiego poprzez Brzozę, Aleksandrów, doszedł do rejonu Zalesie, Raciążek, tam 8 września zorganizował obronę na odcinku Aleksandrów - rzeka Wisła. Wsparcie dla pułku zbiorczego zapewnił 68 dywizjon artylerii lekkiej. Wieczorem 8 września do zbiorczego pułku włączono dowództwo i pododdziały specjalne pułku (kompanie: zwiadowców, ppanc., gospodarczą, plutony: pionierów, pgaz, łączności oraz organa kwatermistrzowskie) 208 pp. Dowódcą 208 pp został płk Kazimierz Majewski, a zastępcą dowódcy pułku ppłk. Jan Szewczyk. 208 pp nocą 8/9 września podjął marsz w kolumnie północnej dywizji po trasie Aleksandrów, Nieszawa. Rano 9 września pułk znalazł się w odwodzie 27 DP w lesie na południe od Rozinowa. Podczas marszu dwie kompanie 208 pp zmyliły drogę i odeszły w nieznanym kierunku. Po przegrupowaniach w nocy 9/10 września 208 pp zajął obronę od brzegu Wisły w rejonie wsi Korabniki, wzdłuż rzeki Zgłowiączki do wsi Machnacz, ze wsparciem 68 dal na stanowiskach ogniowych na zachód od folwarku Łuby. Przez cały dzień 10 września pułk odpierał z powodzeniem natarcia niemieckiej Brygady Piechoty „Netze”. W nocy 10/11 września dokonano przegrupowania 27 DP i 208 pp zmienił odcinek obrony. 208 pp wraz z 68 dal bronił linii rzeki Zgłowiączki od Włocławka do Rudy, broniąc Włocławek od zachodu oraz dozorował zachodni brzeg Wisły we Włocławku. 11 września o godz. 2.00 podczas odprawy w dowództwie dywizji, płk Kazimierz Tadeusz Majewski objął dowództwo 23 pułku piechoty, dowództwo 208 pp ponownie przejął ppłk Jan Szewczyk. Rano na swoim odcinku obrony 208 pp został wzmocniony 23 kompanią km i br. tow. i ponownie przez cały dzień, odparł kilka natarć niemieckiej Brygady Piechoty „Netze”, ze skutecznym wsparciem 68 dal. Wieczorem zgodnie z rozkazem dowódcy Grupy Operacyjnej gen. bryg. Michała Tokarzewskiego-Karaszewicza wysłano z pułku patrol rozpoznawczy po osi Włocławek-Kazimierzów. W nocy pułk wraz z 68 dal oderwał się od piechoty niemieckiej na linii rzeki Zgłowiączki i podjął marsz poprzez lasy nadleśnictwa Włocławek, w rejon Dobiegniewo, Telążna Leśna.

#### Udział w bitwie nad Bzurą
Rano 14 września 208 pp prowadził działania w składzie oddziałów osłonowych, zgrupowania uderzeniowego atakującego w kierunku Radziwia i Płocka, mającego zlikwidować niemiecki przyczółek na zachodnim brzegu Wisły. Bataliony pułku zajęły pozycje obronne bez styczności z nieprzyjacielem: batalion na odcinku Nagodów, Bielany, Helenowo, batalion na odcinku Helenowo, dwór Lucień, jezioro Białe, batalion jako odwód w rejonie Emilianowa. Stanowiska te zajmował również 15 września. Nocą 15/16 września 27 DP została przegrupowana na nowe stanowiska obrony. 208 pp wraz z 68 dal maszerował batalionami poprzez Gostynin, Wolę Łącką i we wsi Korzeń dokonał koncentracji całego pułku. Następnie odmaszerował na stanowiska obronne na linii: Zofiówka, Golonka, Koszlew, dwór Staw, dwór Waliszew, Kolonia Szczawin Borowy. Do godzin południowych 16 września pułk zajął obronę, szczególnie miał bronić kierunek dwór Łąck-Gąbin. Od godzin popołudniowych na stanowiska pułku uderzyły oddziały niemieckiej 50 DP przy wsparciu artylerii i lotnictwa. Stanowiska pułku jak i całej dywizji zostały utrzymane pomimo dużych strat osobowych. Na rozkaz dowódcy GO podjęto marsz nocny 16/17 września na nową rubież obrony w rejonie Uderz Nowy, Iłów i Brzozów. 208 pp rozpoczął wycofanie się ze stanowisk obronnych po zmierzchu, o godz. 21.00 zmieniono rozkaz i nakazano powrót na poprzednie stanowiska obronne, ponownie rozkaz zmieniono o odwrocie po godz. 0.30. Łącznicy docierali do oddziałów lub nie, w różnej kolejności wysłania ich z dowództwa 27 DP. Będące w ruchu odwrotowym oddziały ogarnął chaos rozkazodawczy. Chaotyczny marsz oddziałów na ponad 30 kilometrowym odcinku trwał do godzin południowych 17 września. Maszerujące od świtu oddziały atakowało lotnictwo niemieckie. Bataliony 208 pp w trakcie marszu po trasie Gąbin, Sanniki, Brzozów Stary, zostały rozproszone przez silne naloty niemieckiego lotnictwa. Resztki rozbitych i rozproszonych pododdziałów skierowały się w stronę Bzury. Chaos i bałagan rozkazodawczy wprowadzony przez gen. bryg. Michała Tokarzewskiego-Karaszewicza doprowadził do rozbicia i rozproszenia 208 pp i całej 27 DP. Rozproszone grupy żołnierzy pułku próbowały przedrzeć się do Puszczy Kampinoskiej, od 18 do 20 września większość została wyłapywana do niewoli przez oddziały niemieckie lub poległa w walce podczas przebijania się do Warszawy.   

## Organizacja i obsada personalna pułku
Obsada dowódcza pułku we wrześniu 1939 roku
Dowództwo pułku:
- dowódca pułku – ppłk piech. Jan Szewczyk (do 8 IX 1939 ), (od 11 do 18 IX 1939), płk Kazimierz Tadeusz Majewski (od 8 do 11 IX 1939)[12]
- I adiutant – kpt. Jan Kozłowski
- II adiutant – ppor. Teodor Bross
- kwatermistrz – kpt. Władysław Lindner
- oficer łączności – por. Łucjan Markiewicz
- oficer żywnościowy – ppor. Bronisław Nowicki
- oficer płatnik – por. Domke
- zastępca oficera płatnika – sierż. Piszcz
- oficer informacyjny – por. Aleks Czenszak
- starszy lekarz pułku – ppor. Różycki
- dowódca kompanii przeciwpancernej – por. Mieczysław Łukasik[13]
  - dowódca plutonu – ppor. Komorowski
- dowódca kompanii zwiadowczej – por. Józef Kaszewski
  - dowódca plutonu kolarzy – ppor. Władysław Kiersztyn
    - zastępca dowódcy plutonu – kpr. Stanisław Pacyna
- dowódca plutonu artylerii piechoty – ppor. Wojciechowski

Pododdziały przydzielone we wrześniu 1939 
30 VIII – 3 IX 1939
- I batalion (I/14 pp) mjr Piotr Kunda
- II batalion (IV/67 pp batalion nadwyżek) – mjr kontr. piech. Jakub Wojnarowski
- III batalion (Jabłonowski batalion ON) – kpt. Mikołaj Korwin–Kosakowski
- odwód (batalion szturmowy 16 DP „Grudziądz” ) – kpt. Józef Krakowski[15], kpt. Wilhelm Alfred Tarnawski[16][17][18]

3 – 8 IX 1939
- I batalion (batalion szturmowy 16 DP „Grudziądz”) – kpt. Józef Krakowski[15], kpt. Wilhelm Alfred Tarnawski[16][17][18]
- II batalion(IV/67 pp batalion nadwyżek) – mjr kontr. piech. Jakub Wojnarowski
- III batalion (Jabłonowski batalion ON) – kpt. Mikołaj Korwin–Kosakowski

8 – 17 IX 1939
- I batalion sformowany z rozbitków – mjr Tadeusz Zglenicki
- II batalion sformowany z rozbitków -
- III batalion (batalion marszowy 64 pp) – por. Władysław Stolarczyk